# Miracema (ort)
Miracema är en ort i Brasilien.   Den ligger i kommunen Miracema och delstaten Rio de Janeiro, i den sydöstra delen av landet, 900 km sydost om huvudstaden Brasília. Miracema ligger 142 meter över havet och antalet invånare är 26 684.
Terrängen runt Miracema är platt åt sydväst, men åt nordost är den kuperad. Närmaste större samhälle är Santo Antônio de Pádua, 14,2 km söder om Miracema.
Omgivningarna runt Miracema är huvudsakligen savann. Runt Miracema är det ganska tätbefolkat, med 93 invånare per kvadratkilometer.